# Nationale Parlamentsbibliothek
Die Nationale Parlamentsbibliothek (japanisch 国立国会図書館, Kokuritsu Kokkai Toshokan) ist die Nationalbibliothek von Japan. Sie wurde 1948 als Parlamentsbibliothek gegründet. Die Bibliothek ähnelt in Zweck und Umfang der Library of Congress in den USA. Die Institution besteht aus zwei Haupteinrichtungen in Nagatachō (Tokio) und Kyōto, sowie anderen Zweigbibliotheken. Ihr Direktor hat den Rang eines beamteten Staatssekretärs und wird vom Parlament eingesetzt.
Die Bibliothek enthält (Stand 2008) 34 Millionen Dokumente: 9 Millionen Bücher (davon 6,5 Millionen japanisch- und 2,5 Millionen fremdsprachige), 12 Millionen Periodika (davon 3,9 Millionen Zeitungen) und 13 Millionen sonstige Medien, wie Mikroforme, Schallplatten, CDs, DVDs, Notenblätter usw. Sie ist eine der größten Bibliotheken der Erde.

## Geschichte

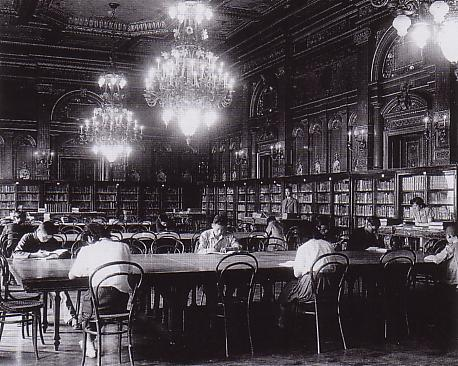
Die Nationale Parlamentsbibliothek 1948

Die Nationale Parlamentsbibliothek ist der Nachfolger dreier getrennter Bibliotheken, der Bücherei des Herrenhauses und der Bücherei des Repräsentantenhauses, die beide mit der Schaffung des Reichstags 1890 entstanden waren, sowie der Kaiserlichen Bibliothek, die 1872 unter der Gesetzgebung des Erziehungsministeriums entstand.
Die Macht des Parlaments war in der Vorkriegszeit beschränkt und sein Bedarf an Informationen war daher entsprechend gering. Die ursprünglichen Parlamentsbibliotheken entwickelten niemals die Bestände oder die Dienste, die sie zu einem vitalen Bestandteil wirklich verantwortlicher gesetzgeberischer Aktivitäten hätte machen können. Bis zu Japans Niederlage hatte die Exekutive zudem die Kontrolle über alle politischen Dokumente und enthielt dem Volk und dem Parlament den Zugang zu wichtigen Informationen vor. Den amerikanischen Besatzern nach der Niederlage im Zweiten Weltkrieg unter General Douglas MacArthur schien eine Reform der Parlamentsbibliothek ein wichtiger Teil der Demokratisierung Japans nach dessen Niederlage zu sein.
1946 bildete jede der beiden Kammern des Parlamentes seine eigene „Ständige Kommission für die Nationale Parlamentsbibliothek“. Hani Gorō, ein marxistischer Historiker, der während des Kriegen wegen Gedankenverbrechen eingesperrt gewesen war, und nach dem Krieg in das japanische Oberhaus (den Nachfolger des abgeschafften alten Oberhauses) gewählt worden war, führte die Reformbemühungen. Hani hatte von der neuen Einrichtung die Vision sowohl einer „Zitadelle der Volkssouveränität“ als auch als Mittel zur Umsetzung einer „friedlichen Revolution“. Die für die Bibliotheksreform zuständigen Besatzungsoffiziere berichteten, dass, obwohl die Okkupation der Anstoß zu der Veränderung gewesen sei, bereits vor der Okkupation vor Ort Ansätze dazu vorhanden gewesen waren und dass die erfolgreiche Reform engagierten Japanern wie Hani zu verdanken sei.
Die Nationale Parlamentsbibliothek eröffnete im Juni 1948 im heutigen Staatsgästehaus (früher Akasaka-Zweigplast) in Moto-Akasaka mit einer anfänglichen Sammlung von 100.000 Bänden. 1949 vereinigte sie sich mit der Nationalbibliothek (der früheren Kaiserlichen Bibliothek) und wurde somit die einzige Nationalbibliothek in Japan. Zu dieser Zeit erhielt die Bücherei eine Million zusätzliche Bände aus der früheren Nationalbibliothek in Ueno.
1961 öffnete die Bibliothek an ihrem heutigen Standort in Nagatachō in der Nähe des Parlaments. 1986 wurde ein Anbau fertiggestellt, um insgesamt 12 Millionen Bücher und Periodika unterzubringen: Die Kansai-Kan (Kansai-Bücherei), die im Oktober 2002 in der Wissenschaftsstadt Kansai in Seika im Landkreis Sōraku in der Präfektur Kyōto öffnete, verfügt über genug Räumlichkeiten für eine Sammlung von 6 Millionen Objekten. Im Mai 2002 eröffnete die Parlamentsbibliothek einen neuen Zweig, die Internationale Bibliothek für Kinderliteratur in dem früheren Gebäude der Kaiserlichen Bibliothek in Ueno. Diese Zweigstelle beherbergt etwa 400.000 Werke der Kinderliteratur aus der ganzen Welt.
Obwohl die Parlamentsbücherei ursprünglich als Forschungsbibliothek für das Parlament geplant war, ist die Öffentlichkeit heute der Hauptnutzer der Dienste der Bibliothek. Im Steuerjahr, das im März 2004 endete, erhielt die Bücherei mehr als 250.000 Anfragen zu Quellen, hingegen nur 32.000 Anforderungen für Forschung aus dem Parlament.
Im Jahr 2003 waren über 920 Beamte in der NDL beschäftigt.

## Rolle und Sammlungen
Als Japans Nationalbibliothek sammelt die Bibliothek Kopien aller in Japan veröffentlichten Publikationen. Da die NDL als eine Forschungsbibliothek Parlamentsmitgliedern, ihrem Personal und der Öffentlichkeit dient, hat sie jedoch auch ausgedehnte Sammlungen von Publikationen in Fremdsprachen zu zahlreichen Themengebieten.
Ähnlich international verwandten Einrichtungen verfügt die NDL über ein Pflichtexemplarsrecht, das deutlich zwischen staatlichen Einrichtungen und Privatverlagen differenziert. Erstaunlich hier die hohe Abgabepflicht der amtlichen Publikationen – dreißig Exemplare für staatliche Behörden, fünf Exemplare der Präfekturen und Städte und drei Pflichtabgaben für Gemeinden.
Privatverleger unterliegen einer Vorlagepflicht innerhalb von dreißig Tagen, bei Erstattung von 50 % der Kosten und Transportaufwendungen. Die betreffende Literatur wird hauptsächlich über zwei Großbuchhandlungen empfangen.
Ende März 2002 hielt die NDL u. a. 7.914.460 Bücher und 167.115 Zeitschriften, wobei der größere Teil des Bestandes in japanischer Sprache verfasst ist. Natürlich ist das Spektrum der gesammelten Medien deutlich vielseitiger, von elektronischen Publikationen zu Braille.

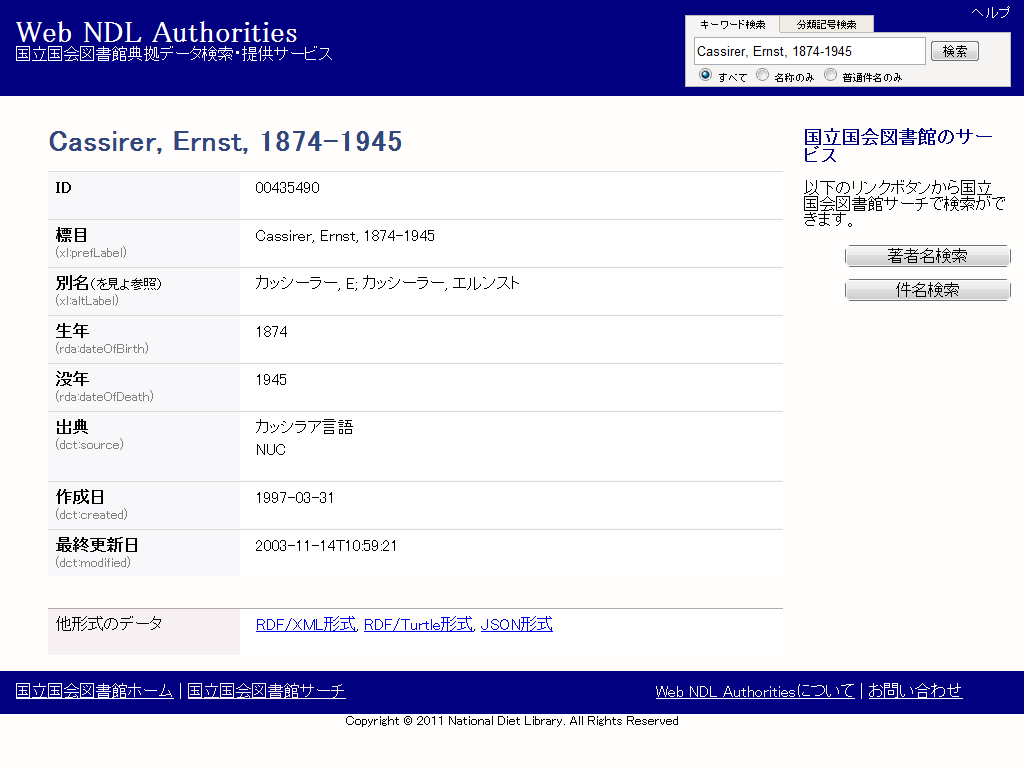
Web NDL Authorities: Screenshot (2012)

Die Katalogisierung erfolgt separat nach Medienform (Periodika, Nichtbuchmaterialien, Buch) und folgt den Kriterien der Nippon Cataloguing Rules (NCR). Die gewonnenen Daten (JAPAN MARC) werden wöchentlich in der Japan National Bibliography (Nihon Zenkoku Shoshi) nachgewiesen. Ein Derivat ist die Japan Biblio Disc (J-BISC), auf der die Japan Library Association die aufbereiteten Daten zur Verfügung stellt. Darüber hinaus werden seit 1985 Zeitschriften indexiert, in einer Datenbank (Mai 2004 – 15 158 ZS) aufgenommen und über die Website der NDL (auch in englischer Sprache) abfragbar gehalten. Unter dem Titel Web NDL Authorities bietet die japanische Nationalbibliothek außerdem seit Juli 2011 eine Normdatei an, die Personennamen und Schlagwörter umfasst.
Der Bestand wurde zuerst durch die Nippon Decimal Classification (NDC), eine Mischung aus Dewey Decimal Classification (DDC) und Expansive Classification (EC), für japanische Medien und der DDC für abendländische Medien klassifiziert. Eine 1968 fertiggestellte, eigene Klassifikation unter der Bezeichnung National Diet Library Classification (NDLC), dient seitdem der systematischen Aufstellung innerhalb der Bibliothek und der Repräsentation innerhalb der Nationalbibliographie. Die NDLC ist Alphanumerisch (zum Beispiel Mathematik: MA95, X = Algebra; X = Numerische Exemplarrepräsentation) und wird ebenfalls von einigen Universitätsbibliotheken angewendet.
Die Internetpräsenz der NDL bildet Schnittstelle zu Dienstleistungen für in- und ausländische Nutzer, letztere zum Beispiel durch Fernleih- und Dokumentenliefer- und Kopierdienste, Zugriff auf den, durch stetig steigende Teilnahme einzelner Bibliotheken, wachsenden Zentralkatalog und zum Beispiel digitalisierte Bücher aus der Meji-Zeit, für die besondere Konditionen, zum Beispiel das ausgelaufene Copyright, gelten (leider ist der Zugang, gleich der digitalisierten Literatur, auf Japanisch). Besonders der OPAC ist, wegen zahlreicher Möglichkeiten, die Suche zu beeinflussen, bei den Nutzern beliebt.
Alle Aufgaben und Aktivitäten der, ab dem 18. Lebensjahr nutzbaren, NDL aufzuführen wäre denkbar schwierig: Koordination des Bibliothekswesens, Kooperation mit ausländischen Bibliotheken, technische Bewertung, Fortbildung des Bibliothekspersonals, Informationsdienste an Parlamentariern und Bürgern mögen einen groben Eindruck der Aufgaben vermitteln.

## Wichtige Spezialsammlungen
Die Bücherei hat acht wichtige Spezialsammlungen:
- Moderne Politik und Verfassungsgeschichte
- Materialien zur Besetzung Japans nach dem Zweiten Weltkrieg
- Gesetze und Aufzeichnungen zur Gesetzgebung
- Wissenschaft und Technik
- Karten
- Musik
- Ausländische Bücher über Japan
- Seltene Bücher

### Moderne politische und Verfassungsgeschichte
Diese Sammlung umfasst etwa 300 000 Objekte mit Bezug auf Japans politische und gesetzliche Modernisierung im 19. Jahrhundert, einschließlich der Archive von Originaldokumenten wichtiger japanischer Staatsmänner der zweiten Hälfte des 19. Jahrhunderts und des frühen 20. Jahrhunderts wie Itō Hirobumi, Iwakura Tomomi, Sanjō Sanetomi, Mutsu Munemitsu, Terauchi Masatake und andere einflussreiche Personen der Meiji-Zeit (1868–1912) und Taisho-Zeit (1912–1926).

### Material zur Okkupation Japans nach dem Zweiten Weltkrieg
Die Bücherei hat eine umfangreiche Mikrofilm-Sammlung von etwa 30 Millionen Dokumentenseiten zur Okkupation Japans nach dem Zweiten Weltkrieg. Diese Sammlung umfasst Dokumente, die vom Generalhauptquartier, dem Oberkommandierenden der Alliierten Streitkräfte, der Fernostkommission und dem United States Strategic Bombing Survey Team stammen. Die Originale befinden sich in Nationalarchiven der USA.

### Gesetze und Dokumente zur Gesetzgebung
Die Sammlung besteht aus etwa 170.000 japanischen und 200.000 fremdsprachigen Dokumenten zu den Aufzeichnungen des Parlamentes und der Legislative etwa 70 anderer Länder sowie den offiziellen Gesetzblättern, Statuten, juristischen Stellungnahmen und internationalen Verträgen zu etwa 150 Ländern.

### Wissenschaft und Technik
Die Bibliothek unterhält eine Sammlung von etwa 530.000 Büchern und Broschüren und 2 Millionen Mikrofilm-Titeln mit wissenschaftlichem Bezug. Dieses Material umfasst unter anderem ausländische Doktorarbeiten in den Wissenschaften, die Abhandlungen und Berichte wissenschaftlicher Gesellschaften und Kataloge technischer Standards.

### Karten
Die Parlamentsbibliothek hat eine Sammlung von etwa 440.000 Karten von Japan und anderen Ländern, einschließlich der topographischen, geologischen und hydrologischen Karten und Diagramme bis zurück zur frühen Meiji-Zeit (1868–1912) sowie topographische Karten anderer Länder.

### Musik
Die Bibliothek sammelt alle in Japan hergestellten Tonaufzeichnungen und besitzt eine Sammlung von etwa 300.000 Schallplatten und 200.000 CDs.

### Ausländische Bücher über Japan
Entsprechend der Tradition der kaiserlichen Bibliothek sammelt die Parlamentsbibliothek fremdsprachiges Material über Japan, einschließlich seltener und alter Dokumente, wie z. B. Berichte europäischer Missionare, die Japan im 16. Jahrhundert besuchten.

### Seltene Bücher und altes Material
Die Parlamentsbibliothek beherbergt die Sammlung der Kaiserlichen Bibliothek zu japanischsprachigem Material der Edo-Zeit (1603–1867) und früherer Perioden. Die wichtigsten Bestände dieser Sammlung sind:
1. Etwa 6.000 Dokumente zum Tokugawa-Shogunat (1603–1867), so Aufzeichnungen von Stadträten, dem obersten Gerichtshof des Shogunats, des Kommissars für Schreine und Tempel sowie Dokumente zur Nachfolge der Shogune
2. Itō Bunko (伊藤文庫, nach dem Mediziner und Botaniker Itō Keisuke) und Shirai Bunko (白井文庫, nach dem Botaniker Shirai Mitsutarō), bestehend aus 8.000 Handschriften und Holzblockdruck-Büchern aus der Edo- und Meiji-Zeit über japanische Medizin
3. Shinjo Bunko, bestehend aus 11.000 Beispielen prämoderner Schriften über Astronomie und Kalender sowie alte chinesische Werke über die Qing-Dynastie, Genealogie und Lokalgeschichte.

## Kansai-kan
Die Kansai-kan (Kansai-Bücherei), die in der Präfektur Kyōto im Jahre 2002 öffnete, ist die zweite Einrichtung der Parlamentsbibliothek. Dorthin wurden die folgenden Sammlungen ausgelagert:
1. die meisten westlichen Periodika,
2. Bücher und anderes Material in nichtjapanischen asiatischen Sprachen,
3. Hörbücher,
4. bestimmte wissenschaftliche und technische Materialien:
  - Technische Berichte,
  - Papiere ausländischer akademischer Gesellschaften,
  - Kataloge japanischer und ausländischer technischer Standards,
  - japanische und ausländische Doktorarbeiten,
  - Konferenzaufzeichnungen in westlichen Sprachen,
  - Wissenschaftliche Forschungsberichte, die unter Förderung des Erziehungsministeriums entstanden.

## Online-Ressourcen der Bibliothek
Die Bibliothek hat in den letzten Jahren eine umfangreiche Website sowohl in japanischer als auch englischer Sprache aufgebaut. Ihre Online-Datenbanken bestehen aus:
1. dem OPAC der Bibliothek (NDL-OPAC),
2. den Web NDL Authorities,
3. dem Digitalarchiv der Meiji-Zeit,
4. der Bilddatenbank für seltene Bücher und
5. den Mitschriften des Kaiserlichen Parlamentes und des Nationalen Parlamentes.

### Der OPAC der Nationalen Parlamentsbibliothek (NDL-OPAC)
Die Bücherei betreibt wie viele Bibliotheken einen öffentlich zugänglichen Katalog (OPAC), mit dessen Hilfe man die gesamten Bestände weltweit entweder in Englisch oder Japanisch recherchieren kann. Mit Hilfe des OPAC können Benutzer in Übersee Quellen und Katalognummern ermitteln, mit denen bestimmte Materialien per internationaler Fernleihe ausgeliehen werden können. Zusätzlich bietet die Bücherei einen kostenpflichtigen Kopierservice für ausländische Wissenschaftler an.

### Web NDL Authorities
Die Datenbank „Web NDL Authorities“ enthält die Normdatei der Bibliothek.

### Digitalbibliothek der Meiji-Zeit
Eine der wichtigsten Bestandteile der Webseite ist die Digitale Bibliothek der Meiji-Zeit (近代デジタルライブラリー, Kindai dejitaru raiburarī). Diese ist der digitale Abkömmling der Maruzen Meiji Microfilm, eines ambitionierten Projektes, den gesamten Bestand der Sammlung der Bibliothek von Büchern der Meij-Zeit (etwa 60.000 Bände) auf Mikrofilm zu sichern. Die Digitale Bibliothek enthält die Digitalbilder dieser Mikrofilme in 10 Kategorien, die auf der Nippon Decimal Classification (NDC) basieren:
1. allgemein (総記, sōki)
2. Philosophie (哲学, tetsugaku)
3. Geschichte (歴史, rekishi)
4. Sozialwissenschaften (社会科学, shakai kagaku)
5. Naturwissenschaften (自然科学, shizen kagaku)
6. Ingenieurwesen und Produktion (工学・工業, kōgaku/kōgyō)
7. Industrie (産業, sangyō)
8. Künste und Sport (芸術・体育, geijutsu/taiiku)
9. Sprachen (語学, gogaku)
10. Literatur (文学, bungaku)

Es handelt sich um Bilder, so dass Volltextsuche nicht möglich ist, eine japanischsprachige Suche nach Titel, Autor, Herausgeber, Thema und Inhaltsverzeichnis ist möglich. Periodika der Meiji-Zeit sind in diese Sammlung nicht einbezogen.

### Datenbank seltener Bücher
Die Webseite enthält auch die Datenbank seltener Bücher (貴重書画像データベース, kichōsho gazō dētabēsu), eine Sammlung von digitalen Bildern von 37.000 illustrierten Büchern aus den Zeiten vor der Edo-Periode. Japanischsprachige Suche nach Titel, Autor und Katalognummer sind möglich.

### Aufzeichnungen des Kaiserlichen Parlamentes und des Nationalen Parlamentes
Die Bücherei stellt eine Datenbank mit den Aufzeichnungen des Kaiserlichen Parlamentes und des Nationalen Parlamentes zur Verfügung. Dies sind die einzigen Onlinedatenbanken, die eine Volltextsuche erlauben. Alle Aufzeichnungen von der Bildung des Nationalen Parlamentes im Mai 1947 bis heute finden sich auf der Webseite kokkai.ndl.go.jp. Derzeit sind nur die Aufzeichnungen der letzten zwei (91. und 92.) Sitzungen des kaiserlichen Parlamentes (November 1946 bis Mai 1947) verfügbar.